# Русполимет
«Русполимет» — российская металлургическая металлообрабатывающая компания. Полное наименование — Акционерное общество «Русполимет» (с 2016 года ПАО «Русполимет» — Публичное акционерное общество, с 2022 года - Акционерное общество). Находится на территории города Кулебаки Нижегородской области.
Создана в 2005 году путем слияния ОАО КМЗ (Кулебакский металлургический завод) и ЗАО ККПЗ (Кулебакский кольцепрокатный завод).
С 2006 года поставляет кольца для авиадвигателей для канадского подразделения двигателестроительной фирмы Pratt & Whitney.
В 2010 году запущен в эксплуатацию самый мощный в России кольцепрокатный стан фирмы SMS Meer, в том же году подписано соглашение с Danieli о строительстве микрометаллургического завода по технологии непрерывной разливки-прокатки, в 2013 году сообщалось о срыве сроков поставки оборудования Danieli.
В декабре 2011 года полностью остановлены мартеновские печи и запущен новый сталеплавильный комплекс, в 2013 году остановлены сортопрокатный цех и «Стан 750».
По состоянию на конец 2012 года 69,07 % акций компании принадлежат ООО «Мотор-Инвест», которая контролируется генеральным директором завода Виктором Клочаем, 20,52 % акций принадлежит заводу «Старт». Готовилась дополнительная эмиссия акций в пользу «Роснано», однако впоследствии компания отказалась от этих планов.
В августе 2019 года выкупил 37% компании ООО "Русатом Инжиниринговые решения" у ее владельца Сергея Тихонова (компания специализируется на инжиниринге в области поставок оборудования для атомных станций).